# Rifugio Doss della Quarta
Il Rifugio Doss della Quarta è un bivacco situato nel comune del Contà, in Provincia di Trento, a 1653 m. È situato nel Sottogruppo della Campa, nel Gruppo di Brenta. Fa parte del Parco naturale Adamello Brenta.

## Descrizione
Il bivacco è di proprietà del Comune del Contà. È posto a nord del Monte Sabbionare, vicino alla dorsale del Monte Corno.  Ha 6 posti letto con materassi, coperte, tavolo, panca e stufa.

## Accessi
- Da Malga Arza: si segue un sentiero segnato, senza numero. (Ore: 0.50).[1]
- Dal rifugio Fontana in località Pianezza (sulla strada che porta da Cunevo a Malga Arza. (Ore: 1.00).[1]
- Da Terres, presso il bacino irriguo: si segue il sentiero SAT 368. (Ore: 3 circa).[2][3]

## Ascensioni
- Monte Sabbionare. (Ore: 0.50).
- Monte Corno (Gruppo di Brenta): passando per il Prim Salìn, il Secont Salìn e il Terzo Salìn del Corno (1761 m). (Ore: 1.10).[1]